# Sandbostel
Sandbostel est une municipalité de l'arrondissement de Rotenburg (Wümme) en Basse-Saxe.
Sandbostel est situé à 9 km au sud de Bremervörde, à 17 km au nord de Zeven, à 43 kilomètres au nord-est de Brême et à 60 km à l'ouest de Hambourg. Ses districts sont Sandbostel, Mintenburg, Haute Ochtenhausen et Heinrichsdorf.

## Histoire
De 1939 à 1945, Sandbostel est un camp de  prisonniers de guerre et camp de concentration, le stalag XB. Des milliers de prisonniers y moururent de faim, d’épidémies, de fatigue. Les prisonniers de guerre soviétiques furent particulièrement touchés pendant l’hiver 1941-1942. Les cas de cannibalisme y étaient fréquents, bien que punis de la peine de mort. Devenu "mouroir" de Neuengamme à partir du 13 avril 1945, le camp est libéré le 29 avril 1945.
Le 29 avril 1945, les prisonniers du camp sont libérés par les troupes britanniques. La libération a été précédée par de violents combats contre les soldats de la 15e Panzer Grenadier Division.
15 000 prisonniers de guerre et 8 000 prisonniers des camps de concentration se trouvaient dans ce camp ce jour-là.
Le commandant suprême des forces britanniques en Allemagne du Nord-Ouest, le général Brian Horrocks ordonne des secours immédiats et réquisitionne les civils allemands pour enterrer les centaines de morts de faim et de typhus.
En décembre 2004, la « Fondation Sandbostel » a été créée avec la mission « de construire sur le site de l'ancien camp de prisonniers de guerre Stalag X-B à Sandbostel un centre de documentation et un mémorial. »
De 1952 à 1960, l'ancien camp de prisonniers de guerre a été utilisé comme un camp de réfugiés (camp de transit) pour les réfugiés est-allemands (à l'exception des jeunes hommes). Le camp de réfugiés pour les femmes était à Westertimke.

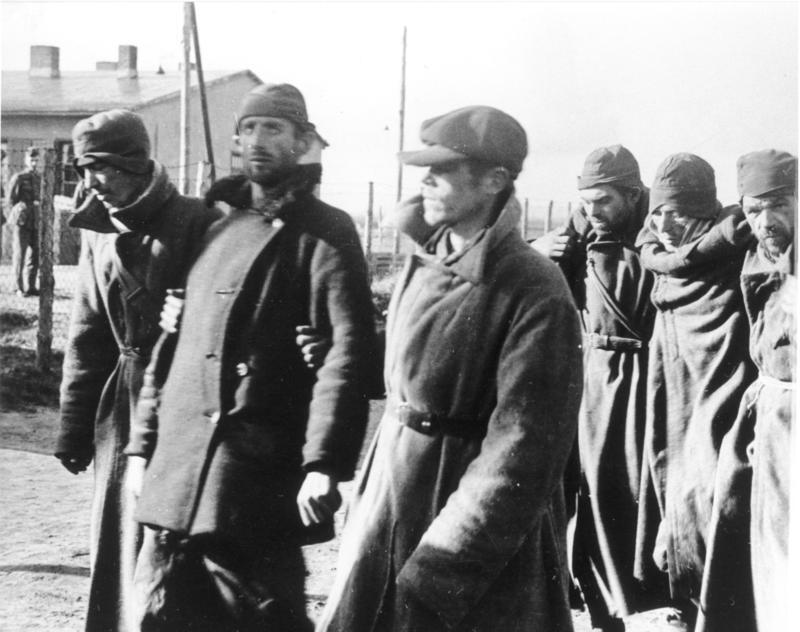
Prisonniers de guerre soviétiques
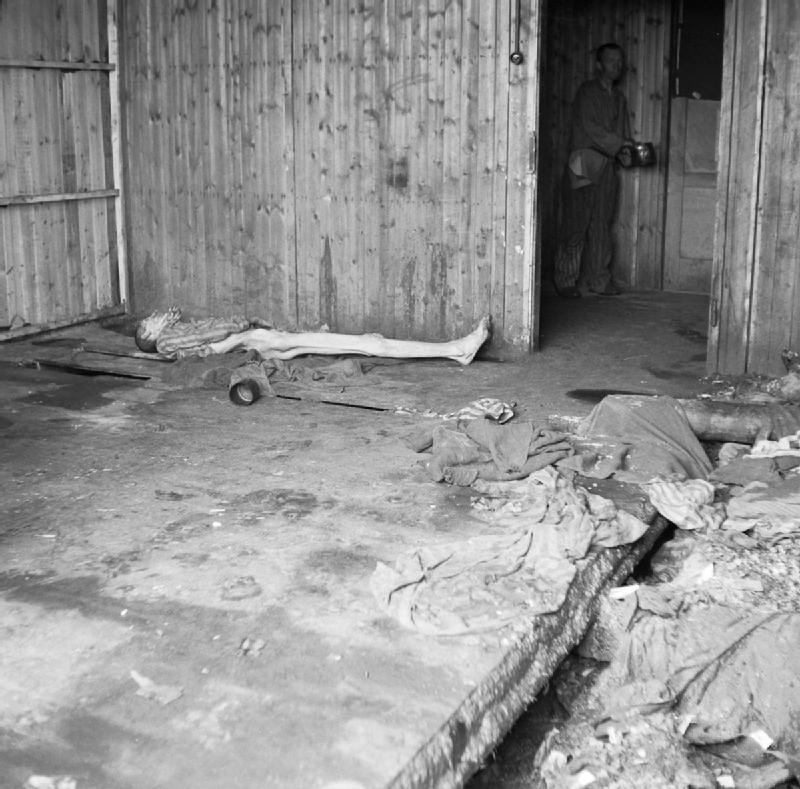
Libération du camp en avril 1945
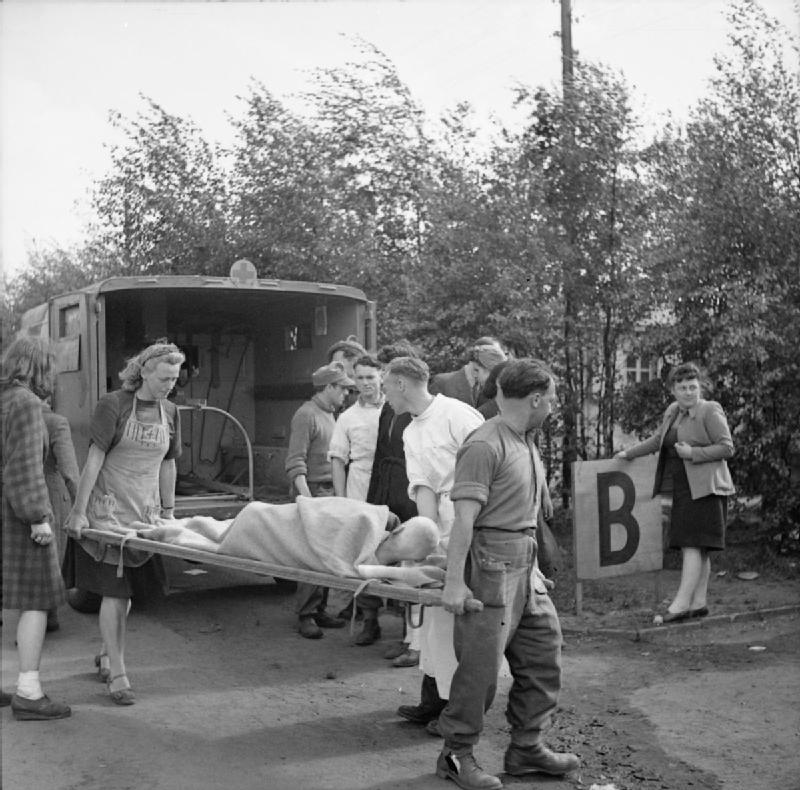
Libération du camp en mai 1945
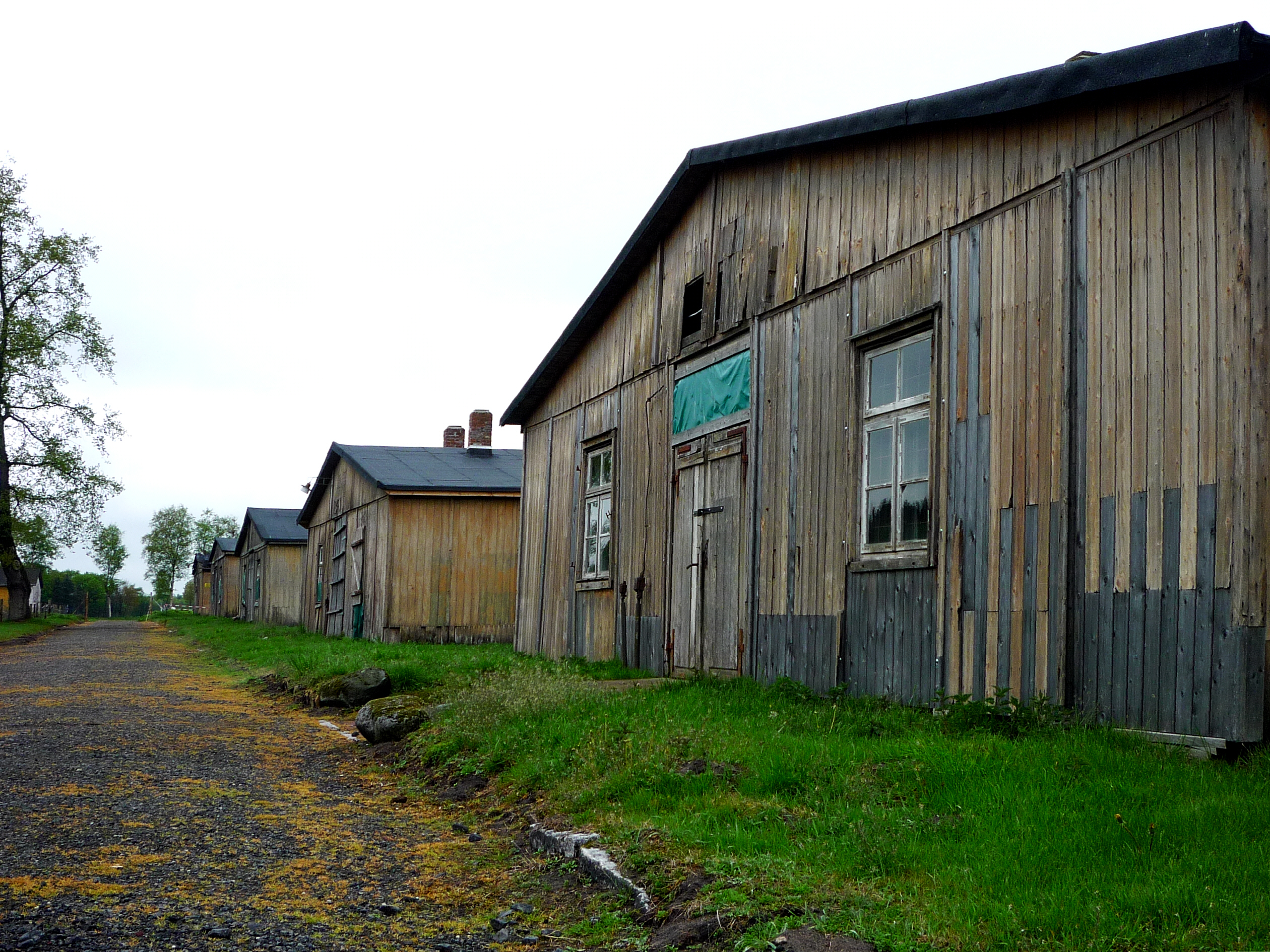
Baraques du camp de Sandbostel